# Ват Па Луангта Буа Янасампанно
Ват Па Луангта Буа Янасампанно (тай. วัดป่าหลวงตามหาบัว ญาณสัมปันโน) або Тигровий монастир — буддійський монастир школи тхеравада на заході Таїланду.

## Розташування
Монастир знаходиться в окрузі Сай Йок в провінції Канчанабурі, недалеко від кордону з М'янмою, приблизно за 38 км на північний захід від міста Канчанабурі в бік міста Сай Йок по 323-му шосе.

## Опис
Цей буддійський монастир був створений в 1994 році. Його заснував відомий буддійський монах Пхра Ачарн Пхусіт Кантхітхаро з метою проповідування буддизму і охорони дикої природи і лісу. Його задумка була в тому, що створити притулок для диких тварин від наступаючого на природні території цивілізованого світу. Весь комплекс розташований за 37 км на захід від міста Канчанабурі на шляху до національного парку Сай Йок і займає територію 11000 акрів.
Найбільшою пам'яткою цього місця є можливість провести час з дорослим тигром. Перший тигр, а точніше, це була тигриця, з'явилася тут в 1999 році, перебуваючи в дуже поганому стані здоров'я. На жаль виходити її тоді не вдалося і вона незабаром померла. У 2001 році тигрів було вже 7 особин. З тих пір кількість тигрів збільшилась, багато з них з'явилися на світ вже в храмі. До тигрів також приєдналися і інші тварини. Для них було облаштовано штучний ландшафт, особливі місця для прогулянок: водоспади і складні ущелини. В даний час храм Ват Па Луангта Буа Яннасампанно є одним з найпопулярніших визначних пам'яток в провінції Канчанабурі.
Гроші від квитків, витрачаються не тільки на потреби монастиря і годування тварин, а також ведеться будівництво великого загону, який дозволить тиграм жити практично в природному середовищі. За відомостями монастиря на кінець 2012 року храм витрачає 400 000 батів в день для покупки курячих тушок, щоб годувати тигрів. Це дорівнює близько 84 мільйонів батів на рік.
Близько 150 туристів, в основному іноземці, відвідують храм щотижня. Храм стягує плату за вхід 300 бат для тайців і 600 бат для іноземних туристів.
Поруч з храмом, де монахи містять тигрів, розташований найбільший природний заповідник у Азії, де тигри живуть вільно в дикій природі. Ця зона поширюється далеко за гори, які межують на півдні з територією М'янми.
У тигрячому монастирі мешкають не тільки тигри, тут також можна зустріти павичів, мавп, оленів, свиней, ведмедів і навіть левів.

## Критика
Однак існують і негативні відгуки про цю туристичну пам'ятку. Деякі організації та приватні особи скаржаться, що це місце стало виключно комерційним, втративши частину своїх духовно-культурних функцій, є також серйозні звинувачення в жорстокому поводженні з тваринами і незаконному ввезенні та обміні тигрів з Лаосом.
Такі серйозні міжнародні організації, як "Всесвітнє товариство захисту тварин" і "Всесвітній фонд дикої природи" написали лист в управління Національними парками Таїланду з метою припинити свавілля, яке на їхню думку твориться в тигрячому монастирі. На жаль порушення є і будуть. На початку благородна ідея перетворилася на великий бізнес і балом тут правлять гроші, а коли це трапляється вже не до шляхетних цілей.
30 травня 2016 року тайська поліція і представники Департаменту Національних Парків, дикої природи і збереження рослин (Department of National Parks, Wildlife and Plant Conservation) приступили до операції з вивезення всіх тигрів з монастиря. В ході цієї операції у ветеринарному кабінеті монастиря було виявлено близько 40 мертвих тигренят. З цього приводу адміністрація монастиря заявила, що рівень смертності тигренят був не високий, і раніше застосовувалася кремація. Але з 2010 року ветеринар змінив цю практику. Замороження тигренят, які померли від природних причин, була потрібна як докази проти звинувачень монастиря в торгівлі тиграми. Представники Департаменту Національних Парків заявили, що їм потрібен час, щоб перевірити слова представників монастиря. .